# Orden Civil de Saboya
La Orden Civil de Saboya fue fundada como una orden de caballería en 1831 por el rey de Cerdeña, Carlos Alberto, duque de Saboya. La intención era recompensar aquellas virtudes que no pertenecían a la Orden Militar de Saboya existente, fundada por Víctor Manuel I en 1815. La orden tiene un grado, el de Caballero (Cavalieri dell'Ordine civile di Savoia), y está limitado a 70 miembros. La entrada es un regalo personal del jefe de la Casa de Saboya.
El orden civil continuó con la unificación italiana de 1861, pero fue suprimido por la ley desde la fundación de la República en 1946. Sin embargo, Humberto II no renunció a su posición como fons honorum, y el orden ahora dinástico permanece bajo el Gran Maestre del jefe de la antigua casa real. Si bien el uso continuado de esas decoraciones otorgadas antes de 1951 está permitido en Italia, ya no confieren ningún derecho de precedencia en las ceremonias oficiales. La orden militar, por otro lado, fue revivida como la Orden Militar de Italia y sigue siendo una orden nacional hoy en día.